# Drvenička vrata
Drvenička vrata su 1.5.km širok morski tjesnac u srednjoj Dalmaciji, između otoka Drvenik Veli (na istoku) i Drvenik Mali (na zapadu).